# Западный поход монголов
Западный поход монголов (Кипчакский поход, Великий западный поход, Вторжение монголов в Европу) — поход войск Монгольской империи в Восточную и Центральную Европу в 1236—1242 годах во главе с чингизидом Батыем и военачальником Субэдэем.
На протяжении ряда лет монголам не удалось преуспеть в покорении восточноевропейских народов силами одного улуса Джучи, и был организован поход силами всех улусов. Решение о Кипчакском походе было принято на курултае, состоявшемся в 1235 году. В 1236—1237 годах были покорены поволжские народы и половцы, зимой 1237—1238 годов основные силы монголов нанесли поражение великому князю Владимирскому; затем в 1239 году завершили захват Поволжья и степей вплоть до Кавказского хребта, одновременно нанеся три удара по пограничным русским княжествам. В завершение похода все силы вновь соединились для разорения Юго-Западной Руси и Центральной Европы в 1240—1242 годах.

## Предыстория
Поход Субэдэя и Джэбэ. Весной 1220 года по приказу Чингисхана был предпринят четырёхлетний поход трёх туменов Субэдэя, Джэбэ и Тогачара. Начинался этот поход как погоня за хорезмским султаном Ала ад-Дином Мухаммедом II. Далее он перерос в завоевание западной части державы Хорезмшахов — Аррана, Азербайджана, Ирака и Ширвана. В итоге монгольские войска вышли в Закавказье.
В 1223 году Субэдэй представил Чингисхану доклад, в котором просил позволения снова атаковать кыпчаков. Его предложение было одобрено, и тумены Субэдэя и Джэбэ прорываются через Кавказ в степную зону Северного Кавказа и Причерноморья и нападают на западных кыпчаков (половцев).
Одновременно с наступлением Субэдэя и Джэбэ из Передней Азии на Северный Кавказ началось наступление других монгольских отрядов из Улуса Джучи на канглы, расположенных в Северном Приаралье. Это была хорошо спланированная и чётко скоординированная военная операция. Два концентрических удара имели конечной целью булгарские владения на Нижней Волге — Саксин.
Битва на Калке. Весной 1223 года Субэдэй и Джэбэ разгромили алан на Северном Кавказе и стали преследовать кыпчаков. Вынужденные бежать к границам Руси, кыпчаки во главе с ханом приднепровских кыпчаков Котяном обратились за помощью к русским князьям. Основные южнорусские князья такую помощь оказали.
Выступившее против монголов объединённое русско-кыпчакское войско, включавшее киевские, галицкие, смоленские и волынские дружины, потерпело сокрушительное поражение у реки Калки.
События 1223 года. После победы на Калке Субэдэй ушёл в степи Подонья на летовья, на территорию кыпчаков племени ельтукове, которые вынуждены были отступить во владения Волжской Булгарии. Атакованные ранее войсками Джучи канглы Северного Приаралья также отступили в Волжскую Булгарию. Осенью 1223 года монгольские войска двинулись на Среднюю Волгу. Как отмечается в работе, причиной этого вторжения мог послужить отход кыпчаков ельтукове во владения Волжской Булгарии. Однако на Средней Волге корпус Субэдэя и Джэбэ потерпел поражение от Волжской Булгарии, после чего отступил к Саксину. Там они переправились через Волгу и соединились с действовавшими в Волго-Уральском регионе войсками корпуса Джучи.
Военные действия 1229 года. Оборона Саксина. Хотя походы 1221—1224 годов закончились подчинением значительного числа восточных кыпчаков, Волго-Уральский регион оставался под контролем тех, кто отказывался подчиниться Великой Монгольской империи.
На курултае 1229 года великим кааном был избран Угэдэй. Этот же курултай вынес решение установить твёрдую власть Монгольской империи в Волго-Уральском регионе, и войска Улуса Джучи были усилены 30-тысячным корпусом под командованием Кокетая и Сунитая для покорения «земель кыпчаков, саксин и булгар».
Однако монголы столкнулись с сильной коалицией народов, где силовым и цементирующим узлом была Волжская Булгария, к которой присоединились йемеки (кыпчаки), аланы, мадьяры (маджгарды/баджгарды). Основной воинский контингент антимонгольской коалиции составляли йемеки во главе с родом ольбари (ильбари/ильбуре). В 1229 году центром сопротивления стал город и область Саксин, находящиеся в районе Нижнего Поволжья.
В ответ на поход монголов на Саксин, в Заволжье были направлены булгарские сторожевые отряды, действовавшие вместе с ополчением Саксина и отрядами йемеков. Это была попытка действовать на флангах монгольского войска и не дать блокировать Саксин. На реке Яик (Джаик) произошло сражение с монголами. Булгары и их союзники потерпели поражение в этом локальном бою, однако сам город Саксин монголами взят не был. Осада Саксина описывается Плано Карпини:

…они (монголы) осадили один город вышеназванных Саксов и пытались завоевать их, но те сделали машины против их машин и сломали все машины татар, так что те из-за машин и баллист не могли приблизиться к городу для сражения; наконец они сделали дорогу под землею и вскочили в город; и одни пытались зажечь город, а другие сражались. Жители же города назначили одну часть населения для тушения огня, а другая часть храбро сражалась с теми, которые вошли в город, и многих из них убила, а других ранила, заставляя их вернуться к своим; а сами Татары, видя, что не могут ничего сделать и что многие из них умирают, удалились от них.

Этот поход на Саксин провалился. Войска Монгольской империи вынуждены были отступить.
Оборона Суммеркента. Город Суммеркент, подчинённый Саксину, располагался на острове в дельте Волги и тоже оказал упорное сопротивление. Согласно Гильому де Рубруку, население Суммеркента, состоявшее из аланов и сарацин, сопротивлялось монголам восемь лет. Никаких точных дат блокады нет, но по мнению Оллсена эта борьба происходила в период между 1229 годом, когда монголы начали свою новую кампанию в Волго-Уральском регионе, и 1236 годом, когда в наступление были брошены новые крупные силы.
Поход на Биляр 1232 года. Летом или осенью 1232 года состоялся поход монгольских войск на столицу Волжской Булгарии — Биляр. Но сопротивление булгарских полевых войск и защитников крепостей не позволило монголам прорвать оборону и осадить столицу. Монголы были вынуждены отступить.
Сопротивление йемеков под руководством Бачмана (1229—1236 годы). Непокорившаяся часть восточных кыпчаков — йемеков продолжала сопротивление. Его возглавил Бачман из рода ольбери. По мнению историка П. Голдмена, сопротивление под руководством Бачмана началось в 1229 году. С учётом мощи монгольской армии, Бачманом была выбрана тактика партизанской войны. Вплоть до 1236 года, опираясь на военную поддержку Булгарии, продолжали вести борьбу и мадьяры (баджгарды) Южного Урала. В руководстве Монгольской империи возникло беспокойство, что упорное сопротивление восточных кыпчаков может разжечь восстание в других районах степи.
Часть историков относят рейд Мункэ в поисках Бачмана и гибель последнего не к 1236/37, а к 1238 году.

## Силы Монгольской империи
В современной исторической литературе господствующей является оценка общей численности монгольского войска в западном походе: 120—140 тыс. воинов, 150 тыс. воинов, но по некоторым оценкам (Л. Н. Гумилёв, Н. И. Веселовский) первоначально составляла 30—40 тыс. воинов, поскольку часть войск была занята подавлением восстания мусульман в Персии.
Численность монгольской армии в западном походе также оценивается приблизительно в 60 тысяч человек на момент начала похода, 40 тысяч человек после ухода Мункэ и Гуюка в Монголию (учитывая потери монголов в боях и увод войск своих улусов Мункэ и Гуюком после окончания похода на Русь) и около 30 тысяч во время похода в Венгрию.
Первоначально Угэдэй сам планировал возглавить кипчакский поход, но Мункэ отговорил его. В походе, согласно Рашид-ад-Дину и Джувейни, участвовали следующие чингизиды: сыновья Джучи — Батый, Орда-Ежен, Шибан, Тангкут и Берке, внук Чагатая — Бури и сын Чагатая — Байдар, сыновья Угэдэя — Гуюк и Кадан, сыновья Толуя — Мункэ и Бучек, сын Чингисхана — Кюльхан, внук брата Чингисхана — Аргасун.

## Великий курултай 1235 года
Хотя к 1234 году у монголов был ряд военных успехов в Заволжье и определённом расширении территории Улуса Джучи на запад, но решающего успеха достигнуто не было. За одиннадцать лет непрерывной войны на границах с 1223 года Улус Джучи существенно не расширился. Автор «Сокровенного сказания» отмечал, что

…Субеетай-Багатур встречал сильное сопротивление со стороны тех народов и городов, завоевание которых ему было поручено ещё при Чингис-хане, а именно Канлин (Канглы), Кибчаут (Кыпчаки), Бачжигит (Мадьяры), Орусут (Русь), Асут (Асы-аланы), Сесут (Саксин), Мачжар, Кешимир, Сергесут, Булар (Булгария), Келет, а также и городов за многоводными реками Адил и Чжаях … .

а также:

…вражеских же стран там много, и народ там свирепый. Это такие люди, которые в ярости принимают смерть, бросаясь на собственные мечи. Мечи же у них, сказывают, остры…

Правительство Монгольской империи оказалось перед лицом общего краха всей своей военной политики.
По предположениям современных российских историков, каган Монгольской империи Угэдэй, несмотря на наличие других войн — с империей Южная Сун, с Кореей и Тибетом, вынужден был учесть положение Джучидов, так как они поддерживали его на троне против других чингизидов. Уступая давлению Джучидов, великий хан объявил общемонгольский поход на Запад во главе с Батыем.
Решение об установлении полного контроля над западнокыпчакскими землями было принято на курултае, проходившем на берегах реки Онон в конце весны 1235 года. Новое продвижение на запад планировалось как крупномасштабное предприятие. Номинальное руководство поручалось Батыем, второму сыну Джучи и его преемнику. 
Интересные сведения о курултае сохранил Ала ад-Дин Джувейни, использовавший материалы ханской канцелярии и рассказы очевидцев, поскольку писал в 1252—1253 годах, через полтора десятилетия после самих событий. Он писал:

Когда каан [Угедей] во второй раз собрал Великий курилтай, они [царевичи] вместе совещались об истреблении и покорении всех оставшихся [до сих пор] непокорёнными. Было принято решение о завоевании пределов Булгар, Ас и Рус, находившихся по соседству со становищем Батыем. До сих пор не подчинённых и [тщеславно] гордившихся множеством своих городов

## Начало похода. Поражение половцев Бачмана
В короткие сроки после курултая 1235 года был осуществлён сбор дополнительных налогов и начался набор войск. По указу Угэдэя:

Старшего сына обязаны послать на войну как те великие князья-царевичи, которые управляют уделами, так и те, которые таковых в своем ведении не имеют. Нойоны-темники, тысячники, сотники и десятники, а также люди всех состояний, обязаны точно так же выслать на войну старшего из своих сыновей. Равным образом старших сыновей отправят на войну и царевны, и зятья.

Каждая семья обязана была выставить одного воина. Это была беспрецедентная мобилизация сил, подобной которой Монгольская империя больше не знала. Выполняя указ Угэдэя, многие чингизиды участвовали в походе лично:

младший сын Чингиз-хана Кулькан, сыновья Угэдэя Гуюк и Кадан, сыновья Тулуя Мункэ и Бучек, сыновья Чагатая Бури и Байдар, а также все взрослые Джучиды — Батый, Орду, Шибан и Тангут, а из почётных эмиров Субедей-багатур, Бурундай-батыр и несколько других эмиров.

Общее командование войск было возложено на Батыя, а его главным советником стал Субэдэй. Не будучи чингизидом, этот полководец сыграл огромную роль в организации и руководстве военными действиями во время похода на Запад.
Согласно биографии Субэдэя из «Юань-Ши», каан Угэдэй уже между 21 января 1235 и 8 февраля 1236 года (в год «и-вэй») отправил его против йемеков, возглавляемых Бачманом, и нанёс им поражение. Бачман бежал в низовья Волги и перешёл к партизанской войне.

## Вторжение на среднюю Волгу (1236—1237 годы)
В конце лета или осенью 1236 года началось вторжение в Волжскую Булгарию, где тумены Джучидов соединились со всеми вспомогательными войсками империи. Наступление происходило несколькими корпусами, которые двигались по сходящимся направлениями общим направлением на Биляр («Великий город»).

В лето 6744 (1236 г.) … приидоша от восточные страны в Болгарьскую землю безбожнии Татарии и взяша славныи Великий город Болгарскыи и избиша оружьем от старца и до унаго и до сущаго младенца и взяша товара множество, а город ихъ пожгоша огнемъ и всю землю ихъ поплениша.

Сначала они [царевичи] силою и штурмом взяли город Булгар, который известен был в мире недоступностью местности и большою населенностью. Для примера подобным им, жителей его [частью] убили, а [частью] пленили.

По предположению И. Л. Измайлова, после падения центра обороны — Биляра организованное сопротивление прекратилось. Дать отпор монгольским войскам пытались лишь отдельные населённые пункты. Города, как взятые с боем, так и сложившие оружие, были разорены. Военное поражение было усугублено тем, что часть булгарских аристократов перешла на сторону монголов. Победа над булгарами открыла монголам путь к завоеванию всего Поволжья. Монгольские войска разделились и принялись завоевывать поволжские земли одну за другой.
Летом 1237 года войска Батыя частично отошли в заволжские степи, чтобы отдохнуть и пополнить свои ряды резервами, но некоторые отряды продолжали воевать в Булгарии, подавляя сопротивление отдельных городов и областей.
Следующий удар был нанесен по южной части Булгарии и Нижнему Поволжью. В конце лета или начале осени монгольские войска переправились через Волгу в районе традиционной переправы близ Самарской Луки. Были уничтожены булгарские города по Волге и Самарской Луке, которые получили такой страшный удар, что больше уже не восстанавливались. Далее монголы двинулись к верховьям рек Сура и Хопер на южную часть булгарских земель.
Центром подавления сопротивления в Посурье и районом сосредоточения монгольских войск стал район реки Узы, откуда они начали вторгаться в мордовские земли и быстро привели их к покорности.
В результате в 1237—1238 годах Нижнее Поволжье было завоёвано окончательно.

## Поход в Северо-Восточную Русь (1237—1238)
Венгерский монах Юлиан сообщал о том, что ещё осенью 1237 года всё монгольское войско было разделено на четыре части, три из которых готовились к вторжению на Русь зимой, когда реки и болота замёрзнут:
…Ныне же, находясь на границах Руси, мы близко узнали действительную правду о том, что всё войско, идущее в страны Запада, разделено на четыре части. Одна часть у реки Этиль (Волги) на границах Руси с восточного края подступила к Суздалю. Другая же часть в южном направлении уже нападала на границы Рязани, другого русского княжества. Третья часть остановилась против реки Дона, близ замка Oveheruch, также княжества русских. Они, как передавали нам словесно сами русские, венгры и болгары, бежавшие перед ними, ждут того, чтобы земля, реки и болота с наступлением ближайшей зимы замёрзли, после чего всему множеству татар легко будет разграбить всю Русь, всю страну Русских.
В походе на север не упоминаются братья Батыя Шибан и Тангкут, двоюродные братья Байдар и Бучек и троюродный племянник Аргасун. По версии, считающей у каждого чингизида по тумену, на Русь пошло всего 70 тыс., другие 50 тыс. остались в степях. По одной из версий, и Мунке на зиму 1237/38 не прерывал свой половецко-северокавказский рейд, в связи с которым Батый положительно отзывался о нём перед Угэдэем.
После поражения войск Рязанского княжества в декабре 1237 года монголы взяли Рязань. Традиционно считалось, что Юрий Всеволодович владимирский и Михаил Всеволодович черниговский никак не отреагировали на просьбу Юрия Ингваревича рязанского князя о помощи, и битва у Коломны в 1-й декаде января 1238 года считалась попыткой остатков рязанских войск и владимирского сторожевого полка остановить противника. Однако, историки обратили внимание на летописные известия о посланных туда также всех людях владимирского князя, об ожесточённости сражения и о гибели в нём сына Чингисхана Кюльхана. Однако, несмотря на это, русские войска были разбиты и отступили во Владимир.
20 января 1238 года монголами была взята Москва, в которой захвачен младший сын Юрия Всеволодовича Владимир, впоследствии убитый монголами в начале осады Владимира. Юрий уехал собирать войска за Волгу на реку Сить, оставив в столице двух старших сыновей Всеволода и Мстислава. Оба погибли вне града, сам же город после ожесточённого штурма пал 8 февраля.
5 дней, как Москва и Владимир, сопротивлялся Переславль-Залесский на пути главных сил монголов. Затем они взяли Тверь и Торжок (5 марта), оборонявшийся 2 недели. 4 марта 1238 года корпус монголов под командованием одного из крупнейших их полководцев Бурундая, благодаря фактору внезапности и очевидным ошибкам противника, смог уничтожить находившееся на стоянке объединённое русское войско и убить великого князя Юрия Всеволодовича Владимирского в битве на Сити.
После взятия Торжка монголы не пошли на Великий Новгород, крупнейший город северной части волжского торгового пути, по причине высоких потерь, хотя монгольские дозоры достигли Игнач Креста в 100 км от города.
Возвращаясь с степи, монголы в конце марта-начале апреля 1238 года осадили Козельск в верхнеокских землях Черниговского княжества. Западные фланговые отряды прошли через район Долгомостья в 30 км восточнее Смоленска и сожгли черниговский город Вщиж на Десне, а восточный отряд, возглавляемый чингизидами Каданом и Бури, прошёл мимо уже разорённой Рязани и в начале мая вышел к Козельску, Совместными усилиями город был взят, сопротивляясь, таким образом, 7 недель. Общие потери монголов составили до 50 % первоначальных сил.

## Военные действия в 1238—1239 годах
Согласно официальной трактовке восточных придворных историков, кампании 1236—1238 годов против жителей Поволжья, кипчаков и т. д. являлись покорением народов, которые, в соответствии с завещанием Чингис-хана и интересами Монгольской империи, должны были быть подчинены, но все ещё оставались непокорёнными. А боевые действия 1238—1240 годов представлены не как очередной поход на Запад, а лишь как восстановление порядка внутри Монгольской империи, подавление мятежей, которое поднимало местное население против законной власти. Таким образом, факт первоначального покорения и признания каким-то народом власти чингизидов автоматически вводил их в число подданных великого хана, и любое их дальнейшее сопротивление (возможно законное с их точки зрения) трактовалось монголами как преступление, мятеж против легитимной власти, что влекло соответствующие карательные действия.
Начавшийся новый 1238 год (с 1 марта), русские летописцы после всех ужасов монгольского нашествия, отметили особо киноварью: «Того же лета было мирно».
Однако в это время монголы, заняв Подонье, стали методично подавлять спорадическое сопротивление в Нижнем Поволжье, на Северном Кавказе и лесной зоне Сурско-Окского междуречья. Одним из главных очагов сопротивления оставались йемеки под руководством Бачмана, которые, потерпев поражение от монголов в Заволжье в 1229 году, оставались непокорёнными и продолжали вести ожесточённую войну с монгольскими отрядами в Нижнем Поволжье. Район сопротивления монголам включал Волго-Уральское междуречье и Нижнее Подонье. Поэтому главный удар монгольских войск был нанесен против него. Во главе войск стоял Мункэ.
Бачман, в силу своего знатного происхождения и военных заслуг, смог стать центром притяжения антимонгольских сил и организовать серьёзное противодействие чингизидам. Кыпчаков поддерживали тюркизированные ясы из Подонья и Нижнего Поволжья под командованием Качир-укулэ. Батый послал против Бачмана лучшие свежие тумены Мункэ.
Осенью 1238 года Мункэ и Кадан: «выступили в поход против черкесов и зимою убили тамошнего государя по имени Тукара».
В 1238—1239 годах наиболее крупные объединения кыпчаков были разгромлены. Сохранили независимость и единство только те орды, что стремительно отступили на запад. Одно из крупнейших подобных объединений кыпчаков во главе с ханом Котяном обратилось с письмом к королю Венгрии с просьбой предоставить им убежище. Разрешение было получено, и осенью 1239 года король Бела IV лично на границе встречал 40-тысячное племя хана Котяна. Кыпчаки приняли католичество и составили войско, подчинявшееся непосредственно королю.
Кыпчаки, попавшие под власть Батыя, включались в монгольскую военно-административную систему и пополняли войска чингизидов.

## Монгольские походы на Русь в 1239—1240 годах
Монгольские отряды, прежде действовавшие против эрзи и мокши, зимой 1238/1239 годов провели рейд на Муром, Гороховец.
В Лаврентьевской летописи так сообщается о том, что в 1238 году (с 1 марта 1238, когда монголы вышли из суздальских земель к Торжку, до 1 марта 1239 года) было мирно, а затем:
На зиму . взѧша Татарове Мордовьскую землю . и Муром̑ пожгоша . и по Клѧзмѣ воєваша . и град̑ ст҃ъıӕ Бц҃а . Гороховець пожгоша . а сами идоша в станъı своӕ.
Монголо-татарами также был взят «Городец Радилов на Волзе».
Действовавший самостоятельно брат Батыя Берке взял в плен трёх половецких военачальников, а 3 марта 1239 года Берке штурмом взял Переяславль-Южный («Переяславль Рускый») — владение владимирских князей в Южной Руси. Соборная церковь св. Михаила была разрушена, а епископ Симеон — убит. Эти действия были направлены на ещё не разорённые пограничные со степью русские княжества перед тем, как атаковать главные южнорусские центры.
В отличие от Переяславля, который был взят быстрой атакой, Чернигов пришлось осаждать. Он был окружён и блокирован, а потом подвергся массированным ударам стенобитных машин и камнемётов. Были взяты города по течению Десны: Сосница (в 100 км от Чернигова) потом Хоробор (85 км) и Сновск (30км). Черниговские князья поступили аналогично суздальским: полки Мстислава Глебовича, двоюродного брата княжившего в Киеве Михаила Всеволодовича, и некоторых других князей пришли на помощь городу, приняли бой в поле и потерпели поражение. Командовал осаждающими Чернигов, по различным версиям, Мункэ, либо Батый (глава западного похода) и Берке с братьями.
В новгородских летописях первой половины XV века содержится обстоятельный рассказ о поражении русских под Черниговом и взятии города после жестокого приступа. Описывая штурм татарами Чернигова, летописец говорит о задействованных при этом камнемётных машинах, разрушивших городские стены и тем самым предрешивших исход сражения. Их применение производило ошеломляющее впечатление на современников. Летописец характеризует случившееся как нечто небывалое и почти невероятное: камни, выпущенные ужасными машинами, не могли поднять даже четверо мужчин, и эти камни летели на расстояние, которое в полтора раза превышало дальность полета стрелы, пущенной из обычного лука. Монголами использовалась вывезенная из Китая и обслуживаемая китайскими инженерами передовая военная техника. Китайская осадная техника по своим конструктивным параметрам и боевым характеристикам значительно превосходила все известные на тот момент мировые аналоги. Город был взят штурмом 18 октября 1239 года.
Рассказ об осаде Чернигова Даниилом Галицким в 1235 году из Галицко-Волынской летописи дублируется с рассказом об осаде Чернигова монголами в 1239 году в новгородских известиях под 1239 годом: в Софийской первой летописи, Новгородской четвёртой летописи и Пискаревском летописце, вплоть до подробного описания камней, использовавшихся осаждавшими в камнемётных машинах, и мира, заключённого с участием Мстислава Глебовича, Владимира Рюриковича (умер 3 марта 1239 года) и Даниила Романовича Волынского по итогам столкновения. По версии Майорова, рассказ о мире относится к 1239 году, а в результате этого договора Смоленск, вотчина Владимира Рюриковича, не был разорен монголами.
Во время покорения Черниговского княжества, к Днепру напротив Киева подходил Мункэ, который, как пишет Ипатьевская летопись:
видивъ град̑ . оудивисѧ красотѣ его . и величествоу его присла послъı свои к Михаилоу и ко гражаномъ . хотѧ е . прельстити.
Контролировавший в то время город черниговский князь Михаил Всеволодович ответил тогда отказом на мирные предложения монголов. Новая попытка овладеть Киевом была предпринята монголами почти год спустя.
После Чернигова монгольские отряды занялись покорением городков Черниговского княжества вдоль Десны и Сейма: археологические исследования показали, что Любеч (на севере) был не тронут, зато пограничные с Половецкой степью городки княжества, такие как Путивль, Глухов, Вырь, Вщиж и Рыльск, были разрушены и опустошены. Иногда называется Новгород-Северский. С этими событиями одна из версий связывает гибель четверых младших братьев Мстислава Глебовича, а также Ивана Ивановича Рыльского, внука Романа Игоревича. Некоторые историки считают, что Любеч был всё же разорён, были разорены также Мозырь, Могилёв, Городище, Вищин, а также Гомель, Новогрудок, Берестье.
Осенью 1239 года «Гуюк, Мункэ, Кадан и Бури направились к городу Минкас и зимой, после осады, продолжавшейся один месяц и пятнадцать дней взяли его». Минкас, согласно «Юань-Ши» — аланский город, согласно Джувейни — русский, «окружённый болотами и густым лесом», осаждённый в конце ноября—конце декабря 1239 года и взятый за 3 месяца.
После похода на Черниговское княжество, монгольские войска вернулись на юг, в Дешт-и-Кипчак. Обезопасив свой северный фланг, чингизиды начали планомерно завоёвывать степи Северного Причерноморья и Крым.
Шибан и Бучек осенью 1239 года направились в Крым и дошли до его южного побережья в декабре; 26 декабря 1239 года ими был захвачен Сурож (Судак).

## Поход в Центральную Европу через Южную Русь (1240—1242)
Корпус под предводительством Букдая весной 1240 года был направлен через Дербент на юг, в помощь действовавшим в Закавказье монгольским войскам. Примерно в это же время Угэдэй принял решение отозвать домой Мунке, Гуюка и Бури. Однако, во взятии Киева в конце 1240 года они ещё участвовали, но затем ушли в Монголию, где оказались уже после смерти Угэдэя, последовавшей в декабре 1241 года. Оставшиеся войска провели перегруппировку, вторично пополнившись за счёт половцев и поволжских народов.

### Поход против Даниила Галицкого (1240)
Следующей целью монголов стали русские земли на правом берегу Днепра. К 1240 году большая их часть (Галицкое, Волынское, Киевское, а также, предположительно — Турово-Пинское княжества) была объединена под властью сыновей волынского князя Романа Мстиславича: Даниила и Василька.
Не считая себя в состоянии самостоятельно противостоять монголам, накануне вторжения (то есть примерно осенью 1240 года) Даниил отправился в Венгрию, вероятно, пытаясь склонить короля Белу IV оказать ему помощь. Не добившись своего, он «воротился от короля, и приехал в Синеволодское, в монастырь святой Богородицы…и возвратился назад в Угры, ибо не мог пройти в Русскую землю, поскольку мало с ним было дружины…».
Позднее он перешёл в Польшу: сначала в Сандомир (где встретился со своей семьёй), а затем в Мазовию, к своему союзнику Конраду. Там же оказался и брат Даниила Василько. В Мазовии князья оставались до тех пор, пока не узнали об уходе монголов из их земель.
Своё наступление монголы начали с покорения Поросья — области зависимых от киевских князей Чёрных Клобуков. После Поросья монгольские войска осадили Киев, обороной которого руководил тысяцкий Дмитр.
Для взятия Киева осенью 1240 года Батый снова собрал в кулак бывшие в его распоряжении войска. Как, немного смешивая события, сообщает Ипатьевская летопись, в его распоряжении были:
братьӕ его силныи воеводъı . Оурдю . и Баидаръ . Бирюи Каиданъ . Бечакъ . и Меньгоу . и Кююкь {…} не ѿ родү же его . но бѣ воевода его перьвъıи . Себѣдѧи богатоуръ . и Боуроунъдаии багатырь иже взӕ Болгарьскоую землю . и Соуждальскоую . инѣхъ бещисла воеводъ.
Относительно сроков и продолжительности осады Киева в источниках есть противоречие. Главный источник по событиям осады — Ипатьевская летопись — не содержит никаких дат. Лаврентьевская летопись под 1240 годом сообщает, что Киев был взят монголами «до Ржс̑тва Гс̑нѧ . на Николинъ дн҃ь», то есть 6 декабря 1240 года, в день памяти Николая Угодника. В то же время, согласно сравнительно поздней (XV век) «Летописи Авраамки», осада Киева продолжалась 74 дня с 5 сентября до 19 ноября: «приідоша Татарове къ Кіеву, Септября 5, и стояша 10 недель и 4 дни, и едва взяша его, Ноября 19, в понеделникъ».
Почти сразу после взятия Киева, в середине декабря 1240 — середине января 1241 года, Угэдэй отозвал часть сил во главе с Мунке и Гуюком из западного похода, и некоторые исследователи считают, что дальнейшее движение на запад было предпринято Батыем по собственной инициативе. С другой стороны, источники сообщают об изначальном наличии у Батыя планов похода в Венгрию и Германию. И если венгерский король Бела IV попросту не отвечал на неоднократные посольства монголов, то император Священной Римской империи Фридрих II на монгольское требование об изъявлении покорности в 1238 году ответил, что, как знаток соколиной охоты, мог бы стать сокольничим хана.
Русские летописи (Галицко-Волынская, Воскресенская) содержат подробные данные о взятии монголами городов на киевско-волынском пограничье и очень скудные — о падении главных городов Галицко-Волынского княжества, Галича и Владимира-Волынского. Лаврентьевская летопись упоминает только о падении Киева и победе монголов над венграми, а новгородские летописи, рассказывавшие даже о падении Рязани в 1237 году, не упоминают падение Киева. Были взяты Колодяжин, Каменец и Изяславль; Кременец и Данилов монголам взять не удалось. После этого, как пишет Рашид ад-Дин, монголы:

проходили облавой туман за туманом все города Владимирские и завоевывали крепости и области, которые были на [их] пути. Потом они осадили город Учогул Уладмур и в три дня взяли его.

На Волыни монголы разделились на 2 группы. Одна, во главе с Байдаром (оценивается в 30 тыс. из 100 тыс.чел.), уже в январе вторглась в Польшу и взяла Люблин. Основная же часть монгольского войска (до 70 тыс.чел.) во главе с самим Батыем, Каданом и Субэдэем взяла Галич, а затем перед вторжением в Венгрию расположилась на непродолжительный отдых.

### Поход в Польшу и Моравию (1241)
Выделенные для похода в Польшу монгольские войска возглавили Байдар и Орду: огибая Карпаты с севера, они проследовали в Польшу через южную часть Берестейской земли. Каргалов В. В. из этих сведений делает вывод о разрушении монголами Берестья. В январе 1241 года они захватили Люблин и Завихост. 13 февраля 1241 года пал Сандомир. В этот же день они разгромили малопольское ополчение под Турском. Краковские войска воеводы Владислава Клеменса и сандомирские — воеводы Пакослава и кастеляна Якуба Ратиборовича пытались закрыть путь на Краков, но были разбиты 18 марта под Хмельником. 22 марта монголы заняли Краков, а затем Бытом. Краковский князь Болеслав V со своей матерью бежал в Венгрию, а затем какое-то время скрывался в цистерцианском монастыре в Моравии.
В начале апреля монголы через Ратибург и Ополе прорвались к Вроцлаву, жители которого бежали, после чего посад был сожжён воинами силезского князя. 9 апреля 1241 года, во многом благодаря использованным монголами военным хитростям, польско-немецкое войско Генриха Благочестивого потерпело страшное поражение в битве под Легницей. Воспользовавшись гибелью Генриха, Конрад Мазовецкий занял Краков. Чешские войска во главе с королём Вацлавом I на 1 день опоздали под Легницу и были направлены в Лужицы наперерез предполагаемому пути монголов.
Магистр ордена Храма во Франции Пон д’Обон написал молодому Людовику IX (не ранее середины мая 1241 года):
Знайте, что татары разорили землю, принадлежащую герцогу Генриху Польскому, и убили его с великим количеством его баронов, а также шестью нашими братьями <…> и пятьюстами нашими воинами. Трое из наших спаслись, и знайте, что все немецкие бароны и духовенство, и все из Венгрии приняли крест, дабы идти против татар. И ежели они будут по воле Бога побеждены, сопротивляться татарам будет некому вплоть до вашей страны.
После победы под Легницей монголы в течение двух недель оставались возле Отмухува (Силезия), где Байдар и узнал о приказе Батыя как можно скорее двигаться на юг, на соединение с основными силами в Венгрии. Таким образом, будучи уже на границах Германской империи (у Майсена), монголы были вынуждены резко изменить свой маршрут. Поворот на юг пришёлся на беззащитную Моравию, через которую монголы проследовали в апреле (по другим сведениям в мае) 1241 года. К началу июня корпус Байдара уже точно находился в Венгрии. По пути ими были разгромлены Банска Штьявница, Пуканец, Крупина (в Словакии), а также Опава, Бенешов, Пршеров, Литовел и Евичко (в Чехии).

### Военные действия в Венгрии и Хорватии (1241—1242)
Занимающая территорию Венгрии среднедунайская низменность является органичным продолжением южнорусских степей и ещё задолго до монголов привлекала внимание различных кочевых народов (гунны, авары, венгры), желающих обосноваться в непосредственной близости от европейских государств с оседлым населением. Именно в этот регион (огибая Карпаты через Валахию или форсируя их через различные горные перевалы) и был направлен основной удар монгольских войск.
Примечательно в свете отношений Даниила с Белой IV выглядит совет взятого в плен монголами киевского тысяцкого Дмитра Батыю:
Не задерживайся в земле этой долго, время тебе на угров уже идти. Если же медлить будешь, земля та сильная, соберутся на тебя и не пустят тебя в землю свою». Про то говорил ему, поскольку видел землю Русскую, гибнущую от нечестивого.
Планы покорения Венгрии существовали у Батыя с самого начала западного похода. Ещё во время кампании 1236 года Батый направил Беле IV послание, в котором предлагал венгерскому королю покориться и сетовал, что вынужден уже «в тридцатый раз» отправлять к нему послов и до сих пор не получил ответа. В том же письме Батый предлагал Беле IV изгнать со своих земель разбитых татарами половцев, которых король незадолго перед этим принял под своё покровительство. Поскольку оба эти предложения были также проигнорированы, война с Венгрией стала неизбежной.
Оперативный план Субэдэя предполагал вторжение на территорию Венгрии с нескольких направлений, чтобы, по всей видимости, заставить противника максимально раздробить свои силы и тем самым дать возможность разбить их по частям:
Основная часть монгольской армии Батыя прошла 12 марта 1241 года через так называемые «Русские ворота» (Верецкий перевал в Карпатах).
Корпус Кадана и Бури следовал через Молдавию, перейдя Карпаты через Родну и Трансильванию, разорив венгерские города Бистрицу, Орадя и Темешвар.
Отряд Бучека проследовал в Венгрию ещё более южным путём: через Валахию. Выйдя на среднедунайскую низменность позднее прочих, войска Бучека заняли города южной Венгрии: Арад, Перг и Егрес. Возможно, монголы именно этого отряда упоминаются у французского хрониста Филиппа Муске как потерпевшие поражение от войска «короля влахов» (болгарского царя Ивана Асеня II). Правда, сообщение Муске можно понять и в том ключе, что болгарами были разбиты не монголы, а бежавшие от них половцы: поскольку европейцы того времени, описывая события монгольского нашествия, далеко не всегда правильно различали татар и команов-половцев. При этом достоверно известно как о бегстве половцев в 1241 году в Болгарию, так и об их разгроме болгарами.
Основные силы монголов под руководством Субэдэя начали кампанию с победы над половцами в бассейне реки Сирет (на землях половецкого епископства), после чего проследовали в Венгрию через один из перевалов в восточных Карпатах (возможно, дорогой Кадана через Родну). Об изначальных целях этой группировки данных нет; вероятно, Субэдей планировал использовать эти войска как своеобразный резерв на том направлении, где монголы добьются наибольших успехов или же там, где будут замечены главные силы противника.
Венгерский король Бела IV полагал, что монголы нанесут свой основной удар через так называемые «Русские ворота» (Верецкий перевал) и именно туда заранее отправил с войском палатина Дионисия. Сам же король при этом продолжал собирать свои войска под Пештом. Конфликт с баронами помешал ему сделать это оперативно, в результате чего палатин Дионисий не смог вовремя получить помощь и 12 марта 1241 года был разбит войсками Батыя. Эта победа позволила Батыю примерно на 2 недели раньше прочих корпусов выйти на паннонскую равнину и уже 15 марта передовые монгольские отряды под руководством Шибана вышли к Пешту, установив таким образом контакт с главными силами венгров. Разбив свой лагерь примерно в 20 км от венгерского войска, Батый смог держать королевское войско в постоянном напряжении. Тем временем отдельные отряды его корпуса грабили окрестности и мешали отдельным венгерским соединениям пробиться к главной армии: 17 марта пал Вац, около этого же времени монголы взяли Эгер и разбили отряд варадинского епископа.
В конце концов, ещё до полного сосредоточения войск, Бела IV принял решение выступить на Батыя.
Такое решение, несмотря на его кажущуюся ожидаемость, застало монголов врасплох. Не имея возможности в одиночку противостоять объединённой венгеро-хорватской армии, едва ли не впервые за всё время западного похода Батый был вынужден уклониться от сражения и начать отвод своих войск от Пешта. Неспешное отступление продолжалось несколько дней, и за это время оба войска успели проделать более половины пути до Карпат. Вероятно, именно в это время к корпусу Батыя успели присоединиться главные силы под предводительством Субэдэя, после чего монголы почувствовали себя достаточно сильными, чтобы принять генеральное сражение. Оно состоялось 11 апреля у р. Шайо и закончилось сокрушительным поражением войск Белы IV.
По его результатам король бежал под защиту австрийского герцога Фридриха II, а под властью монголов оказалась вся задунайская часть венгерского королевства. Закончив преследование венгров в Пеште, монголы приступили к организации временной администрации на завоёванной территории: все земли были разделены на округа, во главе которых стояли чиновники, по своим функциям близкие к французским бальи.
Бедственное положение Венгрии побудило императора Священной Римской империи Фридриха II Гогенштауфена, ещё в 1239 году отлучённого папой Григорием IX от церкви, 20 июня 1241 года в своей энциклике обратиться к христианским правителям Европы и к своим подданным:
Время пробудиться от сна, открыть глаза духовные и телесные. Уже секира лежит при дереве, и по всему свету разносится весть о враге, который грозит гибелью целому христианству. Уже давно мы слышали о нем, но считали опасность отдаленною, когда между ним и нами находилось столько храбрых народов и князей. Но теперь, когда одни из этих князей погибли, а другие обращены в рабство, теперь пришла наша очередь стать оплотом христианству против свирепого неприятеля.
В течение лета-осени 1241 года монголы предпринимали неоднократные попытки занять плацдармы на южном берегу Дуная и перенести военные действия на земли Священной Римской империи, но, как правило, терпели неудачу. Один из отрядов монголов (вероятно, это был отходивший из Польши корпус Байдара и Орду) вышел к Нойштадту (8 миль от Вены), однако, столкнувшись с объединённым чешско-австрийским войском, отступил за Дунай. Также есть сведения о поражении монголов от войск баварского герцога, а также от германского короля Конрада IV. Однако, маловероятно, что эти столкновения имели место в действительности, а если и имели, то были незначительными.
В свою очередь немцы, изначально собираясь выступить против монголов в первых числах июля 1241 года, сначала перенесли дату общего наступления на несколько недель, а потом и вовсе отказались от каких-либо активных действий. Это может объясняться стратегическим союзом императора с монголами против гвельфов, и тем, что император провёл поход на Рим во время нахождения монголов на границах южной Германии. Установившееся равновесие сохранялось до декабря 1241 года.
Новое наступление было предпринято монголами почти через полгода. С наступлением заморозков, войска Батыя, переправившись через замёрзший Дунай, приступили к осаде Буды, Фехервара, Эстергома, Нитры, Братиславы и ряда других венгерских городов. В этом районе действовали основные силы монголов под руководством Батыя. Корпус Кадана вновь отделился от Батыя, и во второй половине января 1242 году устремился в Хорватию, имея главной целью преследование и нейтрализацию Белы IV. Кадан разорил Хорватию (был сожжен Загреб). После бегства Белы IV в Далмацию, монголы под командованием Кадана вышли в марте 1242 года к крепости Клис, и не сумев её взять, двинулись дальше: в Сербию и Болгарию, где встретились с отошедшими из Венгрии и Моравии отрядами Батыя. Есть сведения о столкновении монголов с войсками Латинской империи.

### Завершение похода (1242)
В марте 1242 года началось обратное движение монголов через Боснию, Сербию и Болгарию. Не желая вступать в конфликт с монголами, Болгария согласилась платить им дань.
Существует четыре основные версии касательно причин завершения похода:
- В декабре 1241 года умер хан Угэдэй, что часть исследователей считает причиной возвращения Батыя на восток с целью принять участие в избрании нового хана.
- Монголы не желали выступать за пределы степного региона, который давал возможность обеспечивать кормом коней;
- Монгольские войска были обескровлены затяжным походом;
- Перед силами монголов изначально была поставлена задача провести разведывательный поход (подобно походу на Русь 1223 года), а окончательное завоевание предполагалось осуществить позднее[117].

## В литературе
Литературными произведениями, в центре повествования которых находится монгольское вторжение на Русь в 1237—1238 годах, являются «Повесть о разорении Рязани Батыем», которая, несмотря на многие неточности (например, ошибочную передачу имён удельных муромо-рязанских князей), содержит и многие дополнительные подробности, не вступающие в противоречие с летописными данными (например, имена потомков Юрия Рязанского и обстоятельства их смерти), и «Житие Меркурия Смоленского», объясняющее спасение Смоленска, вблизи которого прошли весной 1238 года войска Батыя, вмешательством божественных сил. Также описывает не имевшее место в действительности поражение монголов в Чехии весной 1241 года Краледворская рукопись, которая, как было доказано в конце XIX — начале XX веков, представляет собой подделку, изготовленную филологом, поэтом и одним из основателей Национального музея Вацлавом Ганкой в 1817 году.
Матвей Парижский про поход монголов в Юго-Восточную и Западную Европу записал следующее:

«…племя это бесчеловечное и лютое, не ведающее законов, варварское и неукротимое, которое тартарами зовётся, предавая безумным и неистовым набегом северные земли христиан ужасному опустошению, повергло всех христиан в безмерный страх и трепет. Вот уже и Фризию, Гутию, Польшу, Богемию и обе Венгрии в большей их части, после того как правители, прелаты, горожане и крестьяне бежали или были убиты, неслыханной жестокостью как бы в пустыню превратили».— Матвей Парижский Великая хроника
В XX веке события похода легли в основу сюжета трилогии советского писателя В. Г. Яна «Нашествие монголов», в которой первая книга («Чингиз-хан») рассказывает в том числе о первом вторжении монголов в Европу (1221—1224), а вторая («Батый») и третья («К последнему морю») — непосредственно о западном походе, соответственно о нашествии на Русь и о походе в Центральную Европу, до Адриатики.